# علی خدیور
علی خدیور (انگلیسی: Ali Khadivar; ۱۱ نوامبر ۱۹۸۹ ‏(۳۵ سال)
ورزشکار دو و میدانی اهل ایران است.
وی در مسابقات بازی‌های همبستگی کشورهای اسلامی ۲۰۱۷ و مسابقات قهرمانی دو و میدانی داخل سالن آسیا ۲۰۱۸، ۲ مدال برنز کسب کرده‌است.
علی خدیور همچنین رکورد ملی داخل سالن ایران را در دوی ۴۰۰ متر در اختیار دارد.